# Тимпанара (Месина)
Тимпанара је насеље у Италији у округу Месина, региону Сицилија.
Према процени из 2011. у насељу је живело 99 становника. Насеље се налази на надморској висини од 213 м.